# Sauce Robert

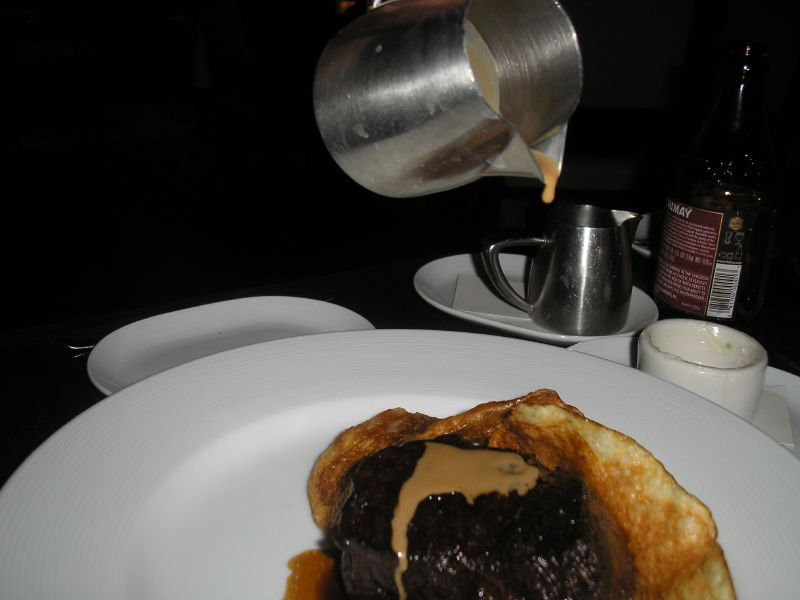
Steak mit Sauce Robert

Sauce Robert (auch Robertsauce) ist eine Senfsauce, die als Ableitung der Grundsoße Demiglace hergestellt wird. Sie eignet sich für gegrilltes oder gebratenes Schweinefleisch (Schweinekoteletts und Schweinefilets).
Eine Version der Sauce Robert erschien schon Mitte der 1600er Jahre im Kochbuch Le Cuisinier François, verfasst von Francois-Pierre de la Varenne, dem Mundkoch des Heinrich IV. Er empfahl Sauce Robert zu Schweinelende. Einige Jahrzehnte später nahm Marie-Antoine Carême die Sauce Robert in das System der zusammengesetzten Soßen auf.

## Zubereitung
Eine Reduktion aus gehackten, in Butter angeschwitzten Zwiebeln, etwas Senf, Zitronensaft, Zucker und Weißwein wird mit Demiglace aufgefüllt, durchgekocht und danach passiert. Anschließend wird wiederum mit Senf, Zitronensaft, Butter und Weißwein abgeschmeckt.